# Kepler-56
Kepler-56 is een ster in het sterrenbeeld Zwaan (Cygnus). De ster is van het type G en heeft drie bevestigde exoplaneten. De ster is 37% zwaarder dan de Zon en ligt op een afstand van 3055 lichtjaar.

## Planetenstelsel
Het planetenstelsel van de ster werd ontdekt door de Kepler-ruimtetelescoop van NASA en bevestigd in 2012 door middel van transitiefotometrie. De exoplaneet Kepler-56d werd in 2013 bevestigd.
| Planeet | Massa    | Halve lange as (AE) | Omlooptijd (dagen) | Excentriciteit | Straal    |
| ------- | -------- | ------------------- | ------------------ | -------------- | --------- |
| b       | 0,07 MJ  | 0,1028              | 10,50              | —              | 3,6065 R⊕ |
| c       | 0,569 MJ | 0,1652              | 21,41              | —              | 7,8447 R⊕ |
| d       | 3,3 MJ   | 2                   | —                  | 0,4            | —         |